# Lip dub
Lip dub lub lipdub – rodzaj teledysku, w którym występujące osoby poruszają wargami do odtwarzanej z playbacku piosenki. Lip dub często przedstawia osobę lub osoby przemieszczające się po pomieszczeniach. 

## Pochodzenie terminu
Termin lip dubbing po raz pierwszy przedstawił Jakob Lodwick, założyciel Vimeo, 14 grudnia 2006 roku w wideo zatytułowanym Lip Dubbing: Endless Dream. W opisie wideo napisał:
Spacerowałem słuchając piosenki ze słuchawek i nagrałem siebie śpiewającego tę piosenkę. Po dotarciu do domu, otworzyłem nagranie w iMovie i dodałem plik MP3 właściwej piosenki, synchronizując go z moim wideo. Czy jest na to nazwa? Jeśli nie, sugeruję „lip dubbing”.

## Założenia, które powinien spełniać lip dub
Tom Johnson, pisarz techniczny, który prowadzi blog na temat wpływu serwisów internetowych Web 2.0 na wymianę informacji, opisuje dobry lip dub jako mający następujące cechy (a przynajmniej sprawiający wrażenie, jakby je posiadał):
- spontaniczność: lip dub jest wynikiem czyjegoś pomysłu zrealizowanym spontanicznie przez grupę
- autentyczność: osoby i przedstawione w filmiku sytuacje wydają się prawdziwe
- współuczestnictwo: powstanie wideo jest efektem współpracy pewnej grupy osób
- zabawa: ludzie uczestniczący w kręceniu dobrze się tym bawią[3]

Lip duby mogą też zawierać liczne odniesienia do popkultury. Często spotykanymi twórcami lip dubów są naśladowcy Michaela Jacksona i fałszywi prezenterzy wiadomości. Lip duby z udziałem większej liczby osób skupiają się na imponujących sekwencjach akcji, przez co zanika typowa dla lip dubów spontaniczność i autentyczność.
Lip duby są często wykorzystywane do promocji szkoły lub uczelni wyższej. Mają one zachęcić potencjalnych kandydatów do zgłoszenia się do tej właśnie placówki.